# Timoteüs
Timoteüs of Timotheus (Grieks: Τιμόθεος, Timótheos, "God erend" of "vereerd door God") (Lystra (Lycaonië) - ca. 97 in Efeze) was een leerling van de apostel Paulus en volgens Eusebius de eerste bisschop van Efeze.
Het Nieuwe Testament bevat twee brieven van Paulus aan Timoteüs: 1 Timoteüs en 2 Timoteüs. Er is onder bijbelwetenschappers consensus dat deze brieven waarschijnlijk pseudepigrafisch zijn. In het orthodox-protestantisme houdt men vast aan het auteurschap van Paulus.

## Leven
Timoteüs was de zoon van de Joods-christelijke Eunice (2 Timoteüs 1:5) en een Griekse vader uit Lystra. Hij was een leerling en medewerker van Paulus. Sommige uitlatingen van Paulus lijken erop te wijzen dat Timoteüs van nature gereserveerd en verlegen was (1 Korintiërs 16:10). Verschillende brieven van Paulus noemen Timotheüs als mede-auteur. Van de authentieke brieven zijn dit 1 Tessalonicenzen, 2 Korintiërs, Filippenzen en Filemon. Van de waarschijnlijk pseudepigrafische brieven Kolossenzen en 2 Tessalonicenzen.
Volgens 1 Timoteüs noemde Paulus hem "waarachtig kind in het geloof" (1 Timoteüs 1:2). Hij kreeg verschillende belangrijke opdrachten. Zo bleef hij in Efeze achter om te "voorkomen dat bepaalde mensen daar een afwijkende leer onderwijzen en zich verdiepen in verzinsels en eindeloze geslachtsregisters" (1 Timoteüs 1:3-4). De auteur van Hebreeën suggereert dat Timoteüs in de gevangenis had gezeten en weer was vrijgelaten (Hebreeën 13:23).
Timoteüs was volgens Eusebius bisschop in Efeze en zou daar rond 97 de marteldood zijn gestorven.

### Was Titus Timoteüs?
Sommige commentators beschouwen de Titus uit Galaten en 2 Korintiërs als een informele naam van Timoteüs. Een argument hiervoor is dat beiden door Paulus worden beschreven als intieme medewerker van hem, maar zij nooit gelijktijdig figureren. Vervolgens is de theorie dat verschillende passages (1 Korintiërs 4:17; 16:10; 2 Korintiërs 2:13; 7:6,13–14; 12:18; Handelingen 19:22) gaan over de reis van één persoon: Titus/Timoteüs. Het zou ook kunnen verklaren, waarom Titus niet in Handelingen wordt genoemd, terwijl uit de brieven van Paulus blijkt dat hij een vertrouwde medewerker van Paulus was. Hier wordt vaak tegenin gebracht dat Timoteüs wel door Paulus werd besneden (Handelingen 16:3) en Titus niet (Galaten 2:3). Er zijn echter manuscripten van Galaten 2:4 die soms zo worden opgevat dat Paulus Titus wel besneed.

## Feestdag
Zijn feestdag is in de orthodoxe kerk op 21 en 22 januari en in de katholieke kerk op 26 januari (tot 1969 op 24 januari) en ook op 30 juni en 27 september.